# Хлібороб (газета, Бразилія)
«Хліборо́б» — газета націоналістичного напряму в Бразилії. Часопис виходив як тижневик у Куритибі в 1938–1973 (з перервою 1941–1947), з 1974 — як місячний бюлетень.

## Основні відомості
«Хлібороб» є продовженням тижневика «Український Хлібороб», заснованого 1924 року Петром Карманським у місті Порто-Уніоні і 1935 року перенесеного до Куритиби. 1931 року «Український Хлібороб» мав португальськомовний додаток «Українське Життя» («Vida Ukraina»), у 1938–1940 роках — гумористичний місячник «Батіжок».
«Український Хлібороб» і «Хлібороб» були органами Українського Союзу, перетвореного 1938 року на Хліборобсько-Освітній Союз.
Найбільший наклад сягав 1200 примірників.
Визначніші редактори до 1940: Петро Карманський, В. Куц, І. Палятинський та І. Горачук; з 1948 року: М. Гец, С. Плахтин і Олександр Ващенко.